# ハーバート・ブラウン
ハーバート・チャールズ・ブラウン（Herbert Charles Brown, 1912年5月22日 - 2004年12月19日）はアメリカの化学者。出生名はハーバート・ブロヴァルニク(Herbert Brovarnik)。有機ホウ素化学における功績でゲオルク・ウィッティヒと共に1979年にノーベル化学賞を受賞した。

## 来歴
ブラウンはロンドンにウクライナ系ユダヤ人移民（ジトーミル出身）の息子として生まれた。1914年6月、2歳で両親とアメリカに移り、1935年、シカゴ大学に入学、1936年に学士号、同年にアメリカに帰化した。1938年に化学のPh.D.を取得した。その後、ウェイン州立大学の助教授を経て、1947年、パデュー大学の教授となり1978 年に退官、死去するまで名誉教授となった。パデュー大学には彼の名をとったハーバート・C・ブラウン化学研究室がある。

## 業績
第二次世界大戦当時、ブラウンは輸送可能な水素源を探していた軍からの依頼により水素化ホウ素ナトリウム(NaBH4)の合成法を開発した。彼は偶然に水素化ホウ素ナトリウムがケトンやアルデヒドをアルコールに還元することを見出し、これがその後の研究の出発点となった。さらに還元力の強い水素化アルミニウムリチウムの開発、ヒドロホウ素化反応の発見、その不斉化など数々の業績を挙げ、その多くは現代有機化学にとって必須の反応となっている。92歳で死去するまで生涯を現役の化学者として過ごし、足かけ66年の間に1300報近い論文を発表している。

## エピソード
彼がホウ素化学の道を選んだきっかけは、後に妻となるガールフレンドのサラ (Sarah)にプレゼントされた一冊の本だった。彼女がその本を選んだのは、大学の書店で売っていた化学書の中でそれが一番安かったという理由であったという。もっとも彼自身は「私はもともと有機ホウ素化学を始める運命にあった。私のイニシャル（HCB）は、水素（H）と炭素（C）の化学にホウ素（B）を持ち込むという運命を示していたのだろう」と述べている。
ブラウンは研究活動に集中するために、財布のヒモと家や庭の管理などは全て妻サラに任せきりだった。ブラウンがストックホルムでノーベル賞を受賞した帰路、彼はメダルを運び、彼の妻は賞金の10万ドルを運んだという。
ソウル・ウィンスタインらが提唱した非古典的カルボカチオン説に反対し、ジョージ・オラーらにより非古典的カルボカチオンが立証される1980年代まで論争を繰り広げた。
ブラウンはインディアナ州ラファイエットの病院で、心臓麻痺により2004年12月19日に死去した。現在彼の息子と孫娘が存命である。
2010年にノーベル化学賞を受賞した根岸英一および鈴木章は留学先のパデュー大学においてブラウンの教え子にあたり、2002年に行なわれた自身の90歳の誕生会講演会の席上では同賞の推薦状に鈴木・根岸両名を推挙すると表明していた。またパデュー大学では彼を記念した「ハーバート・C・ブラウン化学研究室特別教授」というポストが作られており、現在根岸がその地位にある。

## 受賞歴
- 1955年 - センテナリー賞
- 1959年 - ウィリアム・H・ニコルズ賞
- 1961年 - レムセン賞
- 1968年 - ライナス・ポーリング賞
- 1969年 - アメリカ国家科学賞
- 1971年 - ロジャー・アダムス賞
- 1975年 - 化学パイオニア賞
- 1978年 - エリオット・クレッソン・メダル
- 1979年 - ノーベル化学賞
- 1981年 - プリーストリー賞
- 1982年 - パーキンメダル
- 1985年 - アメリカ化学者協会ゴールドメダル
- 1987年 - 米国科学アカデミー賞化学部門